# Michałowiec
Michałowiec este o arie protejată (sit de importanță comunitară — SCI) din Polonia întinsă pe o suprafață de 20,35 ha, integral pe uscat.

## Localizare
Centrul sitului Michałowiec este situat la coordonatele 50°19′42″N 19°40′58″E / 50.3283°N 19.6827°E.

## Înființare
Situl Michałowiec a fost declarat sit de importanță comunitară în aprilie 2004 pentru a proteja 1 specie de plante.

## Biodiversitate
Situată în ecoregiunea continentală, aria protejată conține 2 habitate naturale: Păduri de fag Luzulo-Fagetum, Păduri de fag din Europa Centrală dezvoltate pe sol calcaros cu Cephalanthero-Fagion.
La baza desemnării sitului se află o specie protejată de  plante: papucul doamnei (Cypripedium calceolus).